# Dickey (Dakota del Norte)
Dickey es una ciudad ubicada en el condado de LaMoure en el estado estadounidense de Dakota del Norte. En el censo de 2010 tenía una población de 42 habitantes y una densidad poblacional de 73,71 personas por km².

## Geografía
Dickey se encuentra ubicada en las coordenadas 46°32′12″N 98°28′6″O / 46.53667, -98.46833. Según la Oficina del Censo de los Estados Unidos, Dickey tiene una superficie total de 0.57 km², de la cual 0.57 km² corresponden a tierra firme y (0%) 0 km² es agua.

## Demografía
Según el censo de 2010, había 42 personas residiendo en Dickey. La densidad de población era de 73,71 hab./km². De los 42 habitantes, Dickey estaba compuesto por el 100% blancos, el 0% eran afroamericanos, el 0% eran amerindios, el 0% eran asiáticos, el 0% eran isleños del Pacífico, el 0% eran de otras razas y el 0% pertenecían a dos o más razas. Del total de la población el 0% eran hispanos o latinos de cualquier raza.